# Al Mahwit

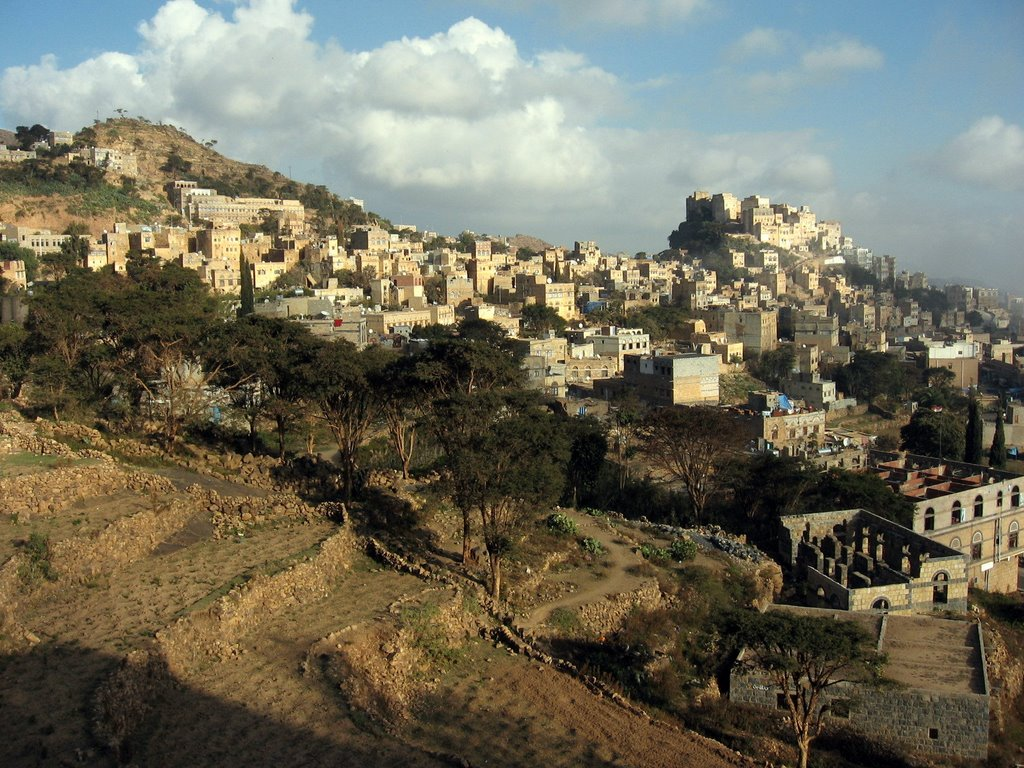
Vista de Al Mawhit

Al Mahwit (em árabe: المحويت) é uma cidade do Iêmen, capital da província de Al Mahwit. Situa-se a uma altitude de cerca de 2.000 metros.
A cidade velha de Al-Mahwit está situado em torno da fortaleza na montanha. Até os anos de 1970 a cidade era extremamente isolada. A cidade tinha uma população de cerca de 10.000 no início dos anos 1980, após o desenvolvimento de infra-estrutura básica .
A cidade no censo de 2012 possuía uma população de 12,000 habitantes. Na economia a cidade é dependente de ajuda governamental com a agricultura tendo destaque nas plantações de milho, tabaco e café.